# Scopula subfasciata
Scopula subfasciata là một loài bướm đêm trong họ Geometridae.